# Rakathum
Rakathum (nep. राकाथुम) – gaun wikas samiti w środkowej części Nepalu w strefie Dźanakpur w dystrykcie Ramechhap. Według nepalskiego spisu powszechnego z 2001 roku liczył on 608 gospodarstw domowych i 3624 mieszkańców (1893 kobiet i 1731 mężczyzn).